# Wiktoria Chołuj
Wiktoria Chołuj (ur. 14 lutego 2000) – polska zapaśniczka walcząca w stylu wolnym. Olimpijka z Paryża 2024, gdzie zajęła ósme miejsce w kategorii do 68 kg. Zajęła siedemnaste miejsce na mistrzostwach świata w 2023. Brązowa medalistka mistrzostw Europy w 2024 roku.
Wicemistrzyni świata U-23 w 2022. Trzecia na MŚ juniorów w 2019. Mistrzyni Europy U-23 w 2021, 2022 i 2023. Mistrzyni Europy juniorów w 2019. Trzecia na MŚ kadetów w 2017 roku. Mistrzyni Polski w 2022 i 2023 roku.
6 kwietnia 2024 roku w Baku zdobyła kwalifikację dla Polski do Igrzysk Olimpijskich Paryż 2024 w kategorii wagowej 68 kg w decydującej walce pokonując reprezentantkę Czech Adelę Hanzlickovą 3-2.